# Kenny Acheson
Kenny Acheson (Cookstown, Noord-Ierland, 27 november 1957) is een voormalig Brits Formule 1-coureur.
Acheson groeide op in een milieu van racewagens. In de jaren 70, maakte hij zijn debuut op het circuit van Kirkiston in een Formule Ford. Zijn carrière ging de goede kant op en in 1981 maakte hij zijn debuut in de Formule 2-klasse. Toen hij in een auto van "Docking Spitzley Racing" over het circuit van Pau raasde, was de race voor hem eerder afgelopen als normaal. Hij kwam in aanraking met Michele Alboreto en Acheson kwam met auto en al in een boom terecht. Het resulteerde in twee gebroken benen.
Hij vocht zichzelf echter terug en maakte het seizoen daarna alweer zijn rentree. In 1983 kwam zijn droom uit, de Formule 1. Hij wist zich in de RAM March F1 echter maar eenmaal te kwalificeren. Na een jaar werkloos te zijn geweest, kwam hij in 1985 weer terug in de koningsklasse van de autosport. Hij reed twee races voor RAM.
Het mocht niet lukken in de Formule 1 en Acheson besloot daarom om wat anders te gaan zoeken. Zijn grootste successen vond hij in Japanse raceklassen en later in Amerika. Toen hij in 1996 een ernstig ongeluk meemaakte tijdens de race van Daytona vond hij dat het tijd was om zijn helm aan de wilgen te hangen.